# Серебряный бор (телесериал)
«Сере́бряный бор» — российский мелодраматический телесериал 2017 года режиссёра Зиновия Ройзмана, его последняя работа. 
Съёмки проходили в 2016 году в Ялте.
Премьера многосерийного фильма состоялась с 11 по 28 декабря 2017 года на «Первом канале».

## Сюжет
Время действия — 1980-е годы. В центре сюжета — большая дружная семья Архиповых: отец Иван Архипов — генерал-лейтенант милиции; мать Татьяна Михайловна — редактор «Литературной газеты». Их дети — Павел, Алексей и Костя — родились, казалось бы, с золотой ложкой во рту. Но бурная жизнь на сломе эпох, похоже, не оставляет шансов на семейную гармонию.
Роман Одинцов, сын Григория Одинцова, офицера армии, занимается фарцовкой; узнав об этом, Одинцов-старший хочет подать в отставку.
Идёт организованная переправка драгоценностей за границу по хорошо отлаженному каналу. Милиция ведёт расследование, дело на контроле у самого Щёлокова. Всё это происходит на фоне переломных моментов в жизни страны.

## В ролях
- Мария Шукшина — Татьяна Михайловна Архипова, мать, редактор «Литературной газеты»
- Сергей Маховиков — Иван Никитич Архипов, отец, генерал-лейтенант милиции
- Михаил Пшеничный — Павел Архипов
- Марк Богатырёв — Алексей Архипов
- Нил Кропалов — Константин Архипов
- Алина Ланина — Екатерина Воробьёва-Архипова
- Светлана Смирнова-Кацагаджиева — Ирина
- Анастасия Микульчина — Алина Решетникова
- Вера Шпак — Маргарита Яковлевна Ермакова
- Игорь Ливанов — генерал-майор милиции Григорий Одинцов
- Валентин Смирнитский — Родион Сергеевич Решетников
- Игорь Ясулович — Иосиф Ильич Рабкин, ювелир
- Андрей Ильин — Вадим Песков, кинорежиссёр
- Дмитрий Астрахан — Марк Семёнович Метельский, антиквар
- Иван Колесников — Олег
- Мария Аниканова — Валерия Николаевна Мещерякова
- Елена Валюшкина — Светлана Петровна Михеева
- Наталья Рогожкина — Нина Андреевна Воробьёва, мать Екатерины и Александра
- Ольга Филиппова — Карина Сергеевна Зимина
- Сергей Сосновский — «Пастух»
- Борис Щербаков — Сергей Ракитин
- Владимир Ерёмин — Всеволод Николаевич Карпович, писатель
- Дмитрий Шевченко — Леонид Николаевич Ермаков
- Алексей Фатеев — Андрей Кириллов
- Анна Легчилова — Вера, вдова Михаила Калугина
- Григорий Шевчук — Станислав Артемьев, архитектор
- Дарья Циберкина — Ольга Воронцова
- Марина Яковлева — Валентина Николаевна Одинцова
- Владислав Ветров — Сергей Геннадьевич
- Леван Мсхиладзе — Вано Георгиевич Махарадзе
- Андрей Тартаков — прораб
- Юрий Осипов — Пётр Толкачёв
- Алексей Колган — Александр Васильевич Мешков, журналист
- Алексей Демидов — Вячеслав
- Александр Лобанов — Виктор
- Сергей Баталов — Пётр Емельянов
- Максим Митяшин — Евгений Плотников
- Илья Любимов — Юрий Александрович Трубников, актёр
- Ольга Хохлова — Ирина Васильевна Шамова
- Егор Клеймёнов — «Макар»
- Елена Чернявская — Наталья Васильевна Михайлова, манекенщица
- Екатерина Шмакова — Жанна
- Евгения Бордзиловская — Людмила Решетникова
- Анар Халилов — Дмитрий Метельский, сын Марка Семёновича
- Юрий Маслак — Лукьянов
- Александр Нестеров — Борис Назаров
- Юлия Ромашина — Ксения
- Анна Гуляренко — Александра Ракитина
- Алексей Овсянников — Игорь Хабаров
- Василий Бочкарёв — Валерий Смирнов
- Роман Евдокимов — Роман Одинцов, сын Григория
- Олег Васильков — «Валет»
- Диана Енакаева — Елизавета, дочь Ольги Воронцовой
- Кирилл Ермичёв
- Татьяна Монахова — Чернова
- Наталья Николаева
- Валерий Новиков
- Сергей Подольный
- Вадим Ракитин
- Михаил Хмуров — Михаил Калугин
- Антон Сёмкин — Артём Никифоров, археолог
- Даниил Толстых
- Дмитрий Комов
- Дмитрий Родонов — Валенко
- Татьяна Ермилова
- Егор Кучмий